# Новогорци
Новогорци е село в Северна България. То се намира в община Златарица, област Велико Търново.

## География
Село Новогорци се намира в планийски район на Средния Предбалкан, на около 500 м надморска височина. Горите наоколо са предимно широколистни, като преобладава дъб и габър. Новогорци се намира на около 2 км от „Лунната долина“, в местността Рибарци.

## История
Старото име на Новогорци е Сюлейманкьой, а само преди около 30-40 години в района са живеели близо 80 семейства. Една от къщите е помещавала и местното даскало, където са учили децата от околните махали.

## Културни и природни забележителности
Намиращата се наблизо „Лунна долина“ е място, където всеки пътешественик и търсач на духа ще открие нещо за себе си.